# Lecane ligona
Lecane ligona är en hjuldjursart som först beskrevs av Dunlop 1901.  Lecane ligona ingår i släktet Lecane och familjen Lecanidae. Arten är reproducerande i Sverige. Inga underarter finns listade i Catalogue of Life.